# Вудланд Хилс (Јута)
Вудланд Хилс (енгл. Woodland Hills) град је у америчкој савезној држави Јута.

## Демографија
По попису из 2010. године број становника је 1.344, што је 403 (42,8%) становника више него 2000. године.
| Група             | 2000.       | 2010.         |
| Белци             | 905 (96,2%) | 1.243 (92,5%) |
| Афроамериканци    | 2 (0,2%)    | 3 (0,2%)      |
| Азијати           | 1 (0,1%)    | 11 (0,8%)     |
| Хиспаноамериканци | 23 (2,4%)   | 39 (2,9%)     |
| Укупно            | 941         | 1.344         |